# 1890 Коношенкова
1890 Коношенкова (1890 Konoshenkova) — астероїд головного поясу, відкритий 6 лютого 1968 року.
Тіссеранів параметр щодо Юпітера — 3,154.